# 岩菊蒿
岩菊蒿（学名：Tanacetum scopulorum）为菊科菊蒿属的植物，为中国的特有植物。分布在俄罗斯以及中国大陆的新疆等地，生长于海拔1,000米至2,000米的地区，一般生长在山坡，目前尚未由人工引种栽培。